# Jessi Colter

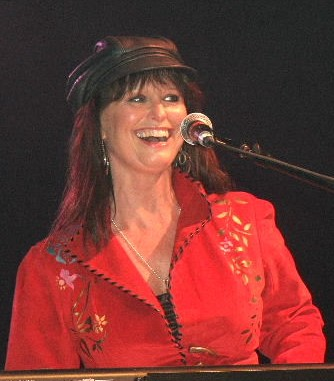
Jessi Colter, 2006

Jessi Colter (links) mit Willie Nelson und Jimmy Carter, 1978

Jessi Colter (* 25. Mai 1943 als Mirriam Johnson in Phoenix, Arizona) ist eine US-amerikanische Country-Sängerin.

## Leben
Von 1963 bis 1968 war Colter mit dem Gitarristen Duane Eddy verheiratet, mit dem sie auch musikalisch zusammenarbeitete. Ihre erste Schallplatte brachte Colter 1969 heraus. Im selben Jahr heiratete sie den Country-Star Waylon Jennings und wurde mit ihm zu einem Teil der Outlaw-Bewegung. Ihr gemeinsamer Sohn Shooter Jennings kam 1979 zur Welt.
Trotz etlicher in den 1970er Jahren produzierter Schallplatten stand Jessi Colter immer im Schatten ihres weitaus berühmteren Ehemannes. Im Jahr 1975 konnte Jessi Colter ihren ersten und einzigen Nr.-1-Erfolg in den Billboard Country-Charts mit der Single I'm Not Lisa verbuchen. Der von ihr selbst geschriebene Song, der von Ken Mansfield und Waylon Jennings produziert wurde, erreichte am 24. Mai 1975 den Spitzenplatz der Countrycharts und konnte sich eine Woche auf Platz 1 halten. Danach war ihren Soloveröffentlichungen nur noch bescheidener Hitparadenerfolg vergönnt. Etwas erfolgreicher war ihr Duett mit Waylon Jennings bei dem Titel Storms Never Last. Diese Auskopplung aus dem Album Waylon & Jessi schaffte es 1980 bis in die Top Ten der Country-Charts.
Bereits 1978 war sie ebenfalls mit Jennings an dem künstlerisch ambitionierten, aber kommerziell erfolglosen Projekt „White Mansions“ beteiligt, in dem der Songwriter und Produzent Paul Kennerley den Sezessionskrieg aus der Sicht einiger Südstaatenfiguren musikalisch verarbeitete.
2017 veröffentlichte Colter ihre Autobiografie An Outlaw and a Lady: A Memoir of Music, Life with Waylon, and the Faith That Brought Me Home.

## Diskografie

### Studioalben
| Jahr | Titel                                   | Höchstplatzierung, Gesamtwochen, AuszeichnungChartplatzierungen (Jahr, Titel, Platzierungen, Wochen, Auszeichnungen, Anmerkungen) | Höchstplatzierung, Gesamtwochen, AuszeichnungChartplatzierungen (Jahr, Titel, Platzierungen, Wochen, Auszeichnungen, Anmerkungen) | Anmerkungen         |
| Jahr | Titel                                   | US | Country | Anmerkungen         |
| ---- | --------------------------------------- | --- | --- | ------------------- |
| 1975 | I’m Jessi Colter                        | US40 (27 Wo.)US | Country4 (41 Wo.)Country |                     |
| 1976 | Jessi                                   | US109 (8 Wo.)US | Country4 (16 Wo.)Country |                     |
| 1976 | Diamond in the Rough                    | US79 (8 Wo.)US | Country4 (19 Wo.)Country |                     |
| 1977 | Mirriam                                 | — | Country29 (7 Wo.)Country |                     |
| 1978 | That’s the Way a Cowboy Rocks and Rolls | — | Country46 (7 Wo.)Country |                     |
| 1981 | Leather and Lace                        | US43 Gold · (19 Wo.)US | Country11 (29 Wo.)Country | mit Waylon Jennings |
| 2006 | Out of the Ashes                        | — | Country61 (1 Wo.)Country |                     |

Weitere Studioalben
- 1970: A Country Star Is Born
- 1981: Ridin’ Shotgun
- 1984: Rock and Roll Lullaby
- 1996: Jessi Colter Sings Just for Kids: Songs from Around the World
- 2017: The Psalms

### Kompilationen
| Jahr | Titel               | Höchstplatzierung, Gesamtwochen, AuszeichnungChartplatzierungen (Jahr, Titel, Platzierungen, Wochen, Auszeichnungen, Anmerkungen) | Höchstplatzierung, Gesamtwochen, AuszeichnungChartplatzierungen (Jahr, Titel, Platzierungen, Wochen, Auszeichnungen, Anmerkungen) | Anmerkungen                                         |
| Jahr | Titel               | US | Country | Anmerkungen                                         |
| ---- | ------------------- | --- | --- | --------------------------------------------------- |
| 1976 | Wanted! The Outlaws | US10 ×2Doppelplatin · (51 Wo.)US                                                                                                  | Country1 (187 Wo.)Country | mit Tompall Glaser, Waylon Jennings & Willie Nelson |

Weitere Kompilationen
- 1995: The Jessi Colter Collection
- 2003: The Very Best of Jessi Colter: An Outlaw...a Lady

### Singles
| Jahr | Titel Album                                                                | Höchstplatzierung, Gesamtwochen, AuszeichnungChartplatzierungen (Jahr, Titel, Album, Platzierungen, Wochen, Auszeichnungen, Anmerkungen) | Höchstplatzierung, Gesamtwochen, AuszeichnungChartplatzierungen (Jahr, Titel, Album, Platzierungen, Wochen, Auszeichnungen, Anmerkungen) | Höchstplatzierung, Gesamtwochen, AuszeichnungChartplatzierungen (Jahr, Titel, Album, Platzierungen, Wochen, Auszeichnungen, Anmerkungen) | Anmerkungen |
| Jahr | Titel Album                                                                | AT | US | Country | Anmerkungen |
| --- | -------------------------------------------------------------------------- | --- | --- | --- | ----------- |
| 1975 | I’m Not Lisa I’m Jessi Colter                                              | AT17 (8 Wo.)AT | US4 (17 Wo.)US | Country1 (18 Wo.)Country |             |
| 1975 | What’s Happened to Blue Eyes I’m Jessi Colter                              | — | US57 (5 Wo.)US | Country5 (17 Wo.)Country |             |
| 1975 | It’s Morning (And I Still Love You) Jessi                                  | — | — | Country11 (13 Wo.)Country |             |
| 1976 | Without You Jessi                                                          | — | — | Country50 (7 Wo.)Country |             |
| 1976 | I Thought I Heard You Calling My Name Diamond in the Rough                 | — | — | Country29 (12 Wo.)Country |             |
| 1978 | Maybe You Should’ve Been Listening That’s the Way a Cowboy Rocks and Rolls | — | — | Country45 (10 Wo.)Country |             |
| 1979 | Love Me Back to Sleep That’s the Way a Cowboy Rocks and Rolls              | — | — | Country91 (4 Wo.)Country |             |
| 1981 | Holdin’ On Ridin’ Shotgun                                                  | — | — | Country70 (4 Wo.)Country |             |
| Folgende Lieder erschienen nicht als Single, wurden aber durch das Album zum Download und Streaming bereitgestellt und konnten somit eine Platzierung erlangen: |                                                                            | | | |             |
| |                                                                            | | | |             |
| 1975 | You Ain’t Never Been Loved (Like I’m Gonna Love You) I’m Jessi Colter      | — | US64 (5 Wo.)US | — |             |

Weitere Singles
- 1961: The Lonesome Road
- 1961: I Think I Cried Long Enough Over You
- 1969: I Ain’t the One (mit Waylon Jennings)
- 1970: Cry Softly
- 1971: You Mean to Say
- 1972: I Don’t Wanna Be a One Night Stand
- 1977: I Belong to Him
- 1981: Bittersweet Love
- 1982: Ain’t Makin’ No Headlines
- 1982: Ridin’ Shotgun
- 1984: I Want to Be With You
- 1984: Rock and Roll Lullaby
- 2006: Through the Maze

### Gastbeiträge
| Jahr | Titel Album                                | Höchstplatzierung, Gesamtwochen, AuszeichnungChartsChartplatzierungen (Jahr, Titel, Album, Platzierungen, Wochen, Auszeichnungen, Anmerkungen) | Anmerkungen                                                            |
| Jahr | Titel Album                                | Country | Anmerkungen                                                            |
| ---- | ------------------------------------------ | --- | ---------------------------------------------------------------------- |
| 1970 | Suspicious Minds Wanted! The Outlaws       | Country2 (24 Wo.)Country | mit Waylon Jennings Höchstplatzierung nach Wiederveröffentlichung 1976 |
| 1971 | Under Your Spell Again Ladies Love Outlaws | Country39 (8 Wo.)Country | mit Waylon Jennings                                                    |
| 1981 | Storms Never Last Leather and Lace         | Country17 (12 Wo.)Country | mit Waylon Jennings                                                    |
| 1981 | The Wild Side of Life Leather and Lace     | Country10 (13 Wo.)Country | mit Waylon Jennings                                                    |